# Scott Jorgensen
Scott Jorgensen, Spitzname „Young Guns“, (* 17. September 1982 in Payson, Utah, USA) ist ein US-amerikanischer Profi-Mixed-Martial-Arts-Kämpfer japanischer Abstammung. Bekannt wurde er durch sein Bekenntnis zu seiner Vitiligo-Erkrankung. Er ist zurzeit die Nummer 13 der UFC-Weltrangliste.

## Leben und Wirken
Jorgensen, der seinen biologischen Vater nicht kennt und von seinem Ziehvater, einem ehemaligen Wrestler, großgezogen wurde, begann seine Karriere beim Amateur-Wrestling. Seit 2008 war er bei der WEC als Mixed-Martial-Arts-Kämpfer im Fliegengewicht tätig. Einen Titel konnte er bisher noch nicht gewinnen. Seine bisherige Bilanz sieht 23 Kämpfe, davon 14 Siege und 9 Niederlagen vor. Er ist zurzeit die Nummer 13 der Weltrangliste der UFC.
Der 162 cm große Mann machte seinen Universitätsabschluss an der Boise State University als Psychologe. Vor seiner Tätigkeit als Kämpfer war er als Angestellter im Marketing einer Gesundheitsorganisation tätig. Er leidet an der Vitiligo-Erkrankung, die er teilweise durch sehr viele Tätowierungen zu verdecken versucht. Auch ist er einer von wenigen Prominenten weltweit, die an der Pigmenterkrankung leiden, und wurde dadurch auch außerhalb der USA bekannt.
Jorgensen ist verheiratet, Vater eines Sohnes und lebt in Boise, US-Bundesstaat Idaho.